# Ses plus belles histoires
Ses plus belles histoires — альбом-компиляция франкоканадской певицы Изабель Буле, выпущенный компанией les Productions Sidéral в сентябре 2002.

## Список композиций
| №   | Название                                                            | Длительность |
| --- | ------------------------------------------------------------------- | ------------ |
| 1.  | «La lune» (Кристиан Мистраль / Марио Пелузо)                        | 3:57         |
| 2.  | «J'ai mal à l'amour» (Марио Пелузо)                                 | 3:17         |
| 3.  | «Le saule» (Франсис Бассе / Франк Лангольф)                         | 5:10         |
| 4.  | «Les ailes des hirondelles» (Закари Ричард)                         | 4:36         |
| 5.  | «Les yeux au ciel» (Дамьен Рюзе / Жак Роменски)                     | 4:28         |
| 6.  | «Et mon coeur en prend plein la gueule» (Даниель Дешем)             | 4:31         |
| 7.  | «Le banc des délaissés» (Закари Ричард)                             | 4:56         |
| 8.  | «Je t'oublierai, je t'oublierai» (Люк Пламондон / Рикардо Коччанте) | 3:31         |
| 9.  | «Parle-moi» (Дж. Каплер)                                            | 3:32         |
| 10. | «Sans toi» (Ф. Кокурек, Дж. Каплер)                                 | 3:39         |
| 11. | «J'enrage» (Даниель Дешем)                                          | 4:39         |
| 12. | «Perce les nuages»                                                  | 3:34         |
| 13. | «Tombée de toi (дуэт с Франс Д'Амур)» (Роже Табра, Франс Д'Амур)    | 3:15         |
| 14. | «Un jour ou l'autre» (Мари Флоранс Гро, Патрик Брюэль)              | 3:54         |
| 15. | «Jamais assez loin» (Закари Ричард, Луиза Форестье)                 | 3:51         |
| 16. | «Vole colombe»                                                      | 4:01         |

## Альбом
Компиляция составлена из треков с альбомов Mieux qu'ici-bas и États d'amour, и синглов 1996—2000 годов. Песни Les ailes des hirondelles, Perce les nuages и Vole colombe представлены в виде кавер-версий, и в состав альбома включена одна новая композиция — Sans toi.
В 2003 году номинировался на премию Феликс в категории лучшего поп-альбома, а Изабель Буле пятый раз подряд была признана лучшей певицей года.

## Чарты
| Чарт (2002)           | Место |
| --------------------- | ----- |
| Canadian Albums Chart | 10    |